# Neopragmatisme
El neopragmatisme, de vegades anomenat pragmatisme post-Deweyà, pragmatisme lingüístic, o pragmatisme analític, és la tradició filosòfica que dedueix que el significat de les paraules és el resultat de com s'utilitzen, més que dels objectes que representen.
El Blackwell Dictionary of Western Philosophy (Diccionari de filosofia occidental Blackwell) (2004) defineix el "neopragmatisme" com "una versió postmoderna del pragmatisme desenvolupada pel filòsof nord-americà Richard Rorty que s'inspira en autors com John Dewey, Martin Heidegger, Wilfrid Sellars, WVO Quine i Jacques Derrida". És un terme contemporani per a una filosofia que reintrodueix molts conceptes des del pragmatisme. No obstant, mentre que el pragmatisme tradicional se centra en l'experiència, Rorty se centra en el llenguatge. El jo és considerat com una "xarxa sense centre de creences i desitjos". Repudia les nocions de veritat universal, fundacionalisme epistemològic, representacionalisme i objectivitat epistèmica. És un enfocament nominalista que nega que la realitat i les entitats lingüístiques tinguin implicacions ontològiques substantives. Nega també que la matèria de les ciències humanes es pugui estudiar de la mateixa manera que estudiem les ciències naturals.
Els neopragmàtics, especialment Rorty i Putnam, fonamenten el seu pensament en les idees de pragmàtics clàssics com Charles Sanders Peirce, William James i John Dewey.
Putnam, a Words and Life (Paraules i vida) (1994) enumera les idees de la tradició pragmatista, que els pragmàtics més nous troben més convincents. Parafrasejant Putnam:
1. Escepticisme complet: la noció que una creença en l'escepticisme filosòfic requereix tanta justificació com altres creences;
2. Fal·libilisme: la visió que no hi ha garanties metafísiques contra la necessitat de revisar una creença.
3. Antidualisme sobre "fets" i "valors".
4. Que la pràctica, ben interpretada, és primordial en filosofia (WL 152).

El neopragmatisme es distingeix del pragmatisme clàssic de James, Dewey, Peirce i Mead, principalment per la influència del gir lingüístic en la filosofia que es va produir a principis i mitjans del segle xx. El gir lingüístic de la filosofia va reduir el parlar de la ment, les idees i el món al llenguatge i al món. Els filòsofs van deixar de parlar de les idees o conceptes que es poden tenir presents a la ment i van començar a parlar del "llenguatge mental" i dels termes utilitzats per emprar aquests conceptes.

## Antecedents

### Influències "angloanalítiques"
A principis del segle xx, els filòsofs del llenguatge (per exemple, AJ Ayer, Bertrand Russell, GE Moore) pensaven que l'anàlisi del llenguatge provocaria l'arribada del significat, l'objectivitat i, en definitiva, la veritat sobre la realitat externa. En aquesta tradició, es pensava que la veritat s'obtenia quan els termes lingüístics estaven en una relació de correspondència adequada amb objectes no lingüístics (això es pot anomenar "representacionalisme"). El pensament era que perquè una afirmació o proposició sigui vertadera ha de donar fets que corresponguin al que realment està present en la realitat. Això s'anomena teoria de la correspondència de la veritat i s'ha de distingir d'una concepció neopragmàtica de la veritat.
Hi va haver moltes investigacions filosòfiques a mitjans del segle XX que van començar a soscavar la legitimitat de la metodologia dels primers filòsofs angloanalítics del llenguatge. WVO Quine a Word and Object (Paraula i objecte), publicat originalment el 1960, va atacar la noció que els nostres conceptes tenien una forta correspondència amb la realitat. Quine va defensar la relativitat ontològica que atacava la idea que el llenguatge podria descriure o pintar una imatge purament no subjectiva de la realitat. Més concretament, la relativitat ontològica és la tesi que les coses que creiem que existeixen al món depenen totalment dels nostres "llenguatges mentals" subjectius. Un "llenguatge mental" és simplement la manera en què les paraules que denoten conceptes a la nostra ment s'assignen als objectes del món.
L'argument de Quine és aproximadament el següent:
1. Totes les idees i percepcions sobre la realitat es donen a la nostra ment en termes del nostre propi llenguatge mental.
2. Els llenguatges mentals especifiquen com s'han de construir els objectes del món a partir de les nostres dades sensorials.
3. Els diferents llenguatges mentals especificaran diferents ontologies (diferents objectes existents al món).
4. No hi ha manera de traduir perfectament entre dos llenguatges mentals diferents; sempre hi haurà diverses maneres coherents en què els termes de cada llengua es poden relacionar amb els altres.
5. La realitat, a part de les nostres percepcions, es pot pensar que constitueix un veritable llenguatge objecte, és a dir, el llenguatge que especifica com són realment les coses.
6. No hi ha diferència en la traducció entre dos llenguatges mentals i la traducció entre el llenguatge objecte de la realitat i el propi llenguatge mental.
7. Per tant, de la mateixa manera que no hi ha cap manera objectiva de traduir entre dos llenguatges mentals (no hi ha mapes un a un de termes en un a termes en l'altre), no hi ha manera de traduir objectivament (o ajustar) el veritable llenguatge objecte de realitat al nostre propi llenguatge mental.
8. I, per tant, hi ha moltes ontologies (possiblement un nombre infinit) que es poden mantenir de manera consistent per representar la realitat.

(vegeu el capítol 2, a Word and Object ).
L'argument de Quine recorda la posició que tenen els neopragmàtics en contra de la teoria de la imatge del llenguatge, és a dir, de la idea que l'objectiu de la investigació és representar correctament la realitat amb el propi llenguatge.
Thomas Kuhn fou un altre filòsof que va exercir una influència crítica sobre els filòsofs neopragmàtics. Va argumentar que el que va anomenar "paradigmes", és a dir, els nostres llenguatges per representar la realitat, només són bons en la mesura que produeixin possibles experiments i observacions futurs. Com a filòsof de la ciència, va argumentar a The Structure of Scientific Revolutions (L'estructura de les revolucions científiques) que el "progrés científic" era una mena de nom equivocat; per a Kuhn, avancem en la ciència cada vegada que abandonem vells paradigmes científics amb els seus conceptes i mètodes associats en favor de nous paradigmes que ofereixen nous experiments per fer i noves ontologies científiques. Per exemple, des de la perspectiva de Kuhn, els "electrons" existeixen només en la mesura que són útils per proporcionar-nos experiments nous que ens permetran descobrir més coses sobre el nou paradigma que hem adoptat. Creu també que l'existència de diferents paradigmes significa que hi ha coses diferents al món i, per tant, són inconmensurables entre si. Una altra manera de veure-ho és que els nous paradigmes descriuen nous llenguatges, que ens permeten descriure el món de noves maneres. Kuhn era un fal·libilista; per això creia que hem de suposar que tots els paradigmes científics, com ara la mecànica newtoniana clàssica o la relativitat einsteiniana, són falsos, encara que bons durant un temps, ja que donen noves idees als científics amb les quals poder treballar. El fal·libilisme de Kuhn, l'holisme, l'èmfasi en la inconmensurabilitat i les idees sobre la realitat objectiva són temes que sovint apareixen en els escrits neopragmàtics.
Wilfrid Sellars va argumentar en contra de la justificació fundacionalista en epistemologia i, per tant, també va ser molt influent per als neopragmàtics, especialment per a Rorty.

### Influències "continentals"
També han tingut una gran influència en pensadors neopragmàtics com Richard Rorty, filòsofs de l'Europa continental, com ara Jacques Derrida i Martin Heidegger, en particular per les seves opinions sobre el llenguatge. Rorty també ha subratllat el valor dels mètodes de filosofia "historicistes" o "genealògics" tipificats per Michel Foucault.

### Wittgenstein i els jocs de llenguatge
A les seves Investigacions filosòfiques, Ludwig Wittgenstein argumenta, contràriament a les seves opinions anteriors al Tractatus Logico-Philosophicus, que el paper del llenguatge no és descriure la realitat sinó realitzar determinades accions en comunitats. El joc de llenguatge és el concepte que va utilitzar Wittgenstein per emfatitzar-ho.
Podríem resumir el pensament de Wittgenstein així:
1. Les llengües s'utilitzen per aconseguir determinades finalitats dins de les comunitats.
2. Cada llengua té el seu propi conjunt de regles i objectes als quals fa referència.
3. De la mateixa manera que els jocs de taula tenen regles que guien quins moviments es poden fer, també ho fan els idiomes dins de comunitats on els moviments que s'han de fer dins d'un joc de llenguatge són els tipus d'objectes dels quals es pot parlar de manera intel·ligible.
4. No es pot dir que dues persones que participen en dos jocs lingüístics diferents es comuniquin de cap manera rellevant.

L'èmfasi que posa Wittgenstein sobre la importància de l'"ús" en el llenguatge per assolir objectius comuns i els problemes associats amb intentar comunicar-se entre dos jocs lingüístics diferents troba molta tracció en els escrits dels filòsofs neopragmàtics.

## Richard Rorty i l'anti-representacionalisme
Richard Rorty es pot considerar com el principal representant del pensament neopragmàtic.
Molt influenciat per James, Dewey, Sellars, Quine, Kuhn, Wittgenstein, Derrida i Heidegger, va trobar coincidències comunes en els escrits de molts d'aquests filòsofs. Creia que tots aquests filòsofs d'una manera o una altra intentaven encertar amb la tesi que el nostre llenguatge no representa les coses de la realitat de cap manera rellevant. Al contrari, diu que hauríem de creure que les creences són només hàbits amb els quals fem servir per reaccionar i adaptar-nos al món. Per a Rorty, fer les coses bé tal com són "en si mateixes" és inútil, si no totalment sense sentit.
El pensament de Richard Rorty es posa de manifest en alguna afirmació on ret homenatge a certs filòsofs anteriors a l'època en què es va produir el gran "gir lingüístic" en la filosofia, però també en la necessitat de superar-los. En aquest sentit, atorga gran importància al paper exercit per la filosofia analítica.
Així, el 1995, Rorty va escriure: 
"Lingüisticitzo tants filòsofs prelingüístics com puc, per tal de llegir-los com a profetes de la utopia en què tots els problemes metafísics s'han dissolt, i la religió i la ciència han cedit el seu lloc a la poesia."
Amb aquesta estratègia de "gir lingüístic", pretén evitar el que Rorty veu com els essencialismes ("veritat", "realitat", "experiència"), encara existents en el pragmatisme clàssic.
Rorty va escriure també:
"La filosofia analítica, gràcies a la seva concentració en el llenguatge, va poder defensar certes tesis pragmàtiques crucials millor que els mateixos James i Dewey […] Centrant la nostra atenció en la relació entre el llenguatge i la resta del món, més aviat que entre l'experiència i la natura, la filosofia analítica post-positivista va poder fer una ruptura més radical amb la tradició filosòfica".